# چمتوکش
چمتوکش، روستایی از توابع بخش رحیم‌آباد شهرستان رودسر در استان گیلان ایران است.

## جمعیت
این روستا در دهستان اشکور سفلی قرار دارد و براساس سرشماری مرکز آمار ایران در سال ۱۳۸۵، جمعیت آن را در تابستان۴۰۰ نفر (۴۰ خانواده) و زمستان بدون خانوار بوده‌است.